# Argiolestes kirbyi
Argiolestes kirbyi е вид водно конче от семейство Megapodagrionidae.

## Разпространение
Видът е разпространен в Папуа Нова Гвинея.